# UTC+1
UTC+1 ili GMT+1 je vremenska zona jedan sat udaljena od početnog meridijana u Greenwichu.
U UTC+1 pripadaju:
- Srednjoeuropsko zimsko vrijeme
- Zapadnoafričko vrijeme
- Zapadnoeuropsko ljetno vrijeme

## Zemlje koje stalno koriste UTC+1
- Alžir
- Angola
- Benin
- Čad
- Gabon
- Demokratska Republika Kongo (zapadni dio)
- Ekvatorska Gvineja
- Kamerun
- Maroko
- Niger
- Nigerija
- Srednjoafrička Republika
- Tunis

## Zemlje i nesamostalna područja koja koriste UTC+1 zimi
- Albanija
- Andora
- Austrija
- Belgija
- Bosna i Hercegovina
- Crna Gora
- Češka Republika
- Francuska
- Gibraltar
- Danska (bez Ovčjih Otoka)
- Hrvatska
- Italija
- Lihtenštajn
- Luksemburg
- Makedonija
- Malta
- Monako
- Norveška
- Nizozemska
- Njemačka
- Poljska
- San Marino
- Slovenija
- Slovačka
- Srbija
- Španjolska (bez Kanarskih otoka)
- Švicarska
- Švedska
- Vatikan

## Zemlje i nesamostalna područja koja koriste UTC+1 ljeti
- Farski otoci
- Guernsey
- Irska
- Isle of man
- Jersey
- Portugal (bez Azora)
- Kanarski otoci
- Ujedinjeno kraljevstvo